# 応神町応神産業団地
応神町応神産業団地（おうじんちょうおうじんさんぎょうだんち）は、徳島県徳島市の町名。応神地区に属している。2021年（令和3年）6月現在の人口及び世帯数はなし。郵便番号は〒771-1156。

## 地理
徳島市の北部に位置。南は応神町東貞方、北は板野郡藍住町に位置する。西端に徳島県道41号徳島北灘線が走っている。産業団地を形成しており、徳島運輸支局・徳島県自動車整備会館・徳島県自動車会館・軽自動車会館などが立ち並んでいる。

## 施設
- 徳島運輸支局応神町庁舎
- 徳島県自動車整備会館
- 徳島県自動車会館

## 交通

### 道路
都道府県道
- 徳島県道41号徳島北灘線